# Yvonne Lundeqvist
Harriet Elisabet Yvonne Turdén, född Eriksson , känd under flicknamnet Yvonne Lundeqvist, född 17 mars 1937 i Stockholm, är en svensk skådespelare.

## Biografi
Lundeqvist var verksam vid Östgötateatern i Norrköping från 1969 till 2005. År 1997 fick hon Norrköpings Tidningars kulturpris Broocmanpriset.
Hon var gift med skådespelaren Walter Turdén från 1967 till hans död 2001, med vilken hon har sonen Dan Turdén.

## Filmografi (urval)
- 1963 – Åsa-Nisse och tjocka släkten
- 1965 – Salta gubbar och sextanter
- 1968 – Alkestis
- 1969 – Fadern

## Teater

### Roller (ej komplett)
| År   | Roll            | Produktion | Regi                 | Teater                           |
| ---- | --------------- | --- | -------------------- | -------------------------------- |
| 1962 |                 | Den goda människan från Sezuan Bertolt Brecht | Per Edström          | Pionjärteatern                   |
| 1964 | Miss Krumholz   | Hur man lyckas i affärer utan att egentligen anstränga sig Frank Loesser, Abe Burrows, Jack Weinstock och Willie Gilbert                            | Folke Abenius        | Oscarsteatern                    |
| 1965 | Rosalia         | West Side Story Leonard Bernstein, Stephen Sondheim och Arthur Laurents                                                                             | Rikki Septimus       | Oscarsteatern                    |
| 1969 | Katten          | Mästerkatten i stövlar Lennart Hellsing | Riber Björkman       | Norrköping-Linköping stadsteater |
| 1969 |                 | Ett spel om plugget Sven Wernström | Riber Björkman       | Norrköping-Linköping stadsteater |
| 1969 |                 | Kalle Perssons första krig Max Lundgren | Riber Björkman       | Norrköping-Linköping stadsteater |
| 1970 |                 | En skön tanke Sonja Åkesson, Tage Danielsson, Sandro Key-Åberg, Björn Håkanson, Göran Palm, Jan Myrdal, Inga Lindsjö, Gunnar Ohrlander, Sven Andrén | Evert Lindberg       | Norrköping-Linköping stadsteater |
| 1970 |                 | Ä’ke det gudomligt Bertil Norström | Bertil Norström      | Norrköping-Linköping stadsteater |
| 1970 |                 | Slagdängor Sonja Åkesson | Kerttu Thorén        | Norrköping-Linköping stadsteater |
| 1970 | Puck Philostrat | En midsommarnattsdröm William Shakespeare | Torsten Sjöholm      | Norrköping-Linköping stadsteater |
| 1971 |                 | Tretton-Fjorton-Femton, en tonårskabaré Christina Andersson, Bengt Ahlfors, Johan Bargum, Henri Kapulainen, Nena Stenius                            | Riber Björkman       | Norrköping-Linköping stadsteater |
| 1971 |                 | Snus är snus eller Berättelsen om den undersköna Lina Allan Edwall                                                                                  | Evert Lindberg       | Norrköping-Linköping stadsteater |
| 1971 | Mathilda        | Spanska flugan Franz Arnold och Ernst Bach | Torsten Sjöholm      | Norrköping-Linköping stadsteater |
| 1971 |                 | Den starkare August Strindberg | Kim Procopé          | Norrköping-Linköping stadsteater |
| 1972 |                 | Välkommen hem Reidar Jönsson | Evert Lindberg       | Norrköping-Linköping stadsteater |
| 1972 | Helena          | Välkommen Allan Edwall | Lars Gerhard Norberg | Norrköping-Linköping stadsteater |
| 1972 | Anita           | West Side Story Arthur Laurents, Leonard Bernstein och Stephen Sondheim                                                                             | John Zacharias       | Norrköping-Linköping stadsteater |
| 1972 | Linda Lunde     | Hoppsan i sängen Ray Cooney och John Chapman | John Zacharias       | Norrköping-Linköping stadsteater |
| 1973 | Fru Schnittling | Slott och koja Karel Kraus, Zdeněk Mahler och Peter Rada                                                                                            | Bertil Norström      | Norrköping-Linköping stadsteater |
| 1973 | Telefonisten    | Herr Puntila och hans dräng Matti Bertolt Brecht | Jan Lewin            | Norrköping-Linköping stadsteater |
| 1973 |                 | Kungens rosor Bertil Norström och Lars Gerhard Norberg                                                                                              | Lars Gerhard Norberg | Norrköping-Linköping stadsteater |
| 1974 | Petra           | Sommarnattens leende Stephen Sondheim och Hugh Wheeler                                                                                              | Torsten Sjöholm      | Norrköping-Linköping stadsteater |
| 1974 |                 | Leva loppan Georges Feydeau | Lars Gerhard Norberg | Norrköping-Linköping stadsteater |
| 1974 | Adolfine        | Drottningens juvelsmycke Carl Jonas Love Almqvist                                                                                                   | Torsten Sjöholm      | Norrköping-Linköping stadsteater |
| 1975 |                 | Boccaccio Franz von Suppé och Bertil Norström | Bertil Norström      | Norrköping-Linköping stadsteater |
| 1975 | Sonhustrun      | Leka med elden August Strindberg | Brigitte Ornstein    | Norrköping-Linköping stadsteater |
| 1975 |                 | Skälmen från Bokhara Leonid Solovjev | Göran Sarring        | Norrköping-Linköping stadsteater |
| 1976 | Velma Kelly     | Chicago Fred Ebb, Bob Fosse och John Kander | Torsten Sjöholm      | Norrköping-Linköping stadsteater |
| 1976 |                 | Småstadsbor August von Kotzebue | Bertil Norström      | Norrköping-Linköping stadsteater |
| 1976 |                 | Meningen med föreningen Ensemblen vid Västernorrlands Regionteater                                                                                  | Lars Broling         | Norrköping-Linköping stadsteater |
| 1977 |                 | Riter Maureen Duffy | Gun Jönsson          | Norrköping-Linköping stadsteater |
| 1977 | Agaue           | Backanterna Euripides | Gun Jönsson          | Norrköping-Linköping stadsteater |
| 1977 |                 | Kom i min famn Bertil Norström | Bertil Norström      | Norrköping-Linköping stadsteater |
| 1989 |                 | Sweet Charity Neil Simon, Cy Coleman och Dorothy Fields                                                                                             | Hans Bergström       | Östgötateatern                   |